# Campionato europeo di baseball 1967
Il campionato europeo di baseball 1967 è stato la decima edizione del campionato continentale. Si svolse ad Anversa in Belgio, dal 6 al 12 agosto 1967, e fu vinto dal Belgio, alla sua prima, e a tutt'oggi unica, affermazione in ambito europeo.

## Squadre partecipanti
- Belgio
- Germania
- Regno Unito

- Spagna
- Svezia

## Risultati
|    | Team        | V - P | Pf - Ps | %     |
| -- | ----------- | ----- | ------- | ----- |
| 1. | Belgio      | 4 - 0 | 48 - 21 | 1.000 |
| 2. | Regno Unito | 3 - 1 | 26 - 28 | 0.750 |
| 3. | Germania    | 2 - 2 | 33 - 19 | 0.500 |
| 4. | Spagna      | 1 - 3 | 21- 26  | 0.250 |
| 5. | Svezia      | 0 - 4 | 21 - 55 | 0.000 |

| Anversa 1967 | Belgio | 11 – 0 | Spagna |  |

| Anversa 1967 | Belgio | 6 – 3 | Germania |  |

| Anversa 1967 | Belgio | 13 – 2 | Regno Unito |  |

| Anversa 1967 | Belgio | 18 – 16 | Svezia |  |

| Anversa 1967 | Spagna | 1 – 3 | Regno Unito |  |

| Anversa 1967 | Spagna | 4 – 10 | Regno Unito |  |

| Anversa 1967 | Svezia | 2 – 16 | Spagna |  |

| Anversa 1967 | Germania | 9 – 11 | Regno Unito |  |

| Anversa 1967 | Germania | 18 – 1 | Svezia |  |

| Anversa 1967 | Regno Unito | 3 – 2 | Svezia |  |

## Classifica finale
| Campione d'Europa | Campione d'Europa | Campione d'Europa |
| ----------------- | ----------------- | ----------------- |
| Belgio            |                   |                   |
| Argento           | Regno Unito       |                   |
| Bronzo            | Germania          |                   |
| 4.                | Spagna            |                   |
| 5.                | Svezia            |                   |